# Сосна Веймутова (Зозулинці)
Сосна́ Ве́ймутова — ботанічна пам'ятка природи місцевого значення в Україні. Об'єкт природно-заповідного фонду Вінницької області. 
Розташована в межах Козятинського району Вінницької області, біля села Зозулинці. 
Площа 1 га. Оголошена відповідно до Рішення Вінницького облвиконкому від 29.08.1984 року № 371. Перебуває у віданні: Зозулинецька сільська рада, СВК «Хлібороб». 
Статус надано для збереження двох екземплярів рідкісної у Вінницькій області деревної породи — сосни Веймутової. Вік дерева 85 років, висота 18 м.